# 警備隊 (海上自衛隊)
警備隊（けいびたい、英称：Area Guard Group）とは、海上自衛隊の部隊のひとつである。

## 概要
警備隊は、海上自衛隊の各地方隊に置かれ、海上自衛隊施設の警備、隊員の規律の統一、施設の防火および火気の取り締まり、港湾施設の運用、支援船の管理および運用、港湾および水路の安全確保、機雷その他の海上における危険物の探知および処分などを行う。警備隊の長は警備隊司令といい、1等海佐をもって充てる。司令は地方総監の指揮監督を受け、警備隊の隊務を統括する。例外として、大湊地方隊が改組した大湊地区隊隷下の警備隊も設置されている。
なお、隷下には上記の任務を行う地上部隊のほか、ミサイル艇隊、多用途支援艦、特務艇、輸送艇、水中処分母船などの水上部隊を有するが、警備隊司令はこれらを必要に応じてフォースプロバイダー（練度管理責任者）として、護衛艦隊や地方総監などに提供する。

## 編成

### 警備隊本部
警備隊本部は、司令の行う警備隊の隊務の総括に必要な事務を行う。 

### 陸警隊
陸警隊は陸警隊長を部隊長とし、海上自衛隊施設の警備、隊員の規律の統一、施設の防火および火気の取り締まり、礼砲台の管理および運用（横須賀陸警隊に限る）、警備犬の管理および運用を行う。

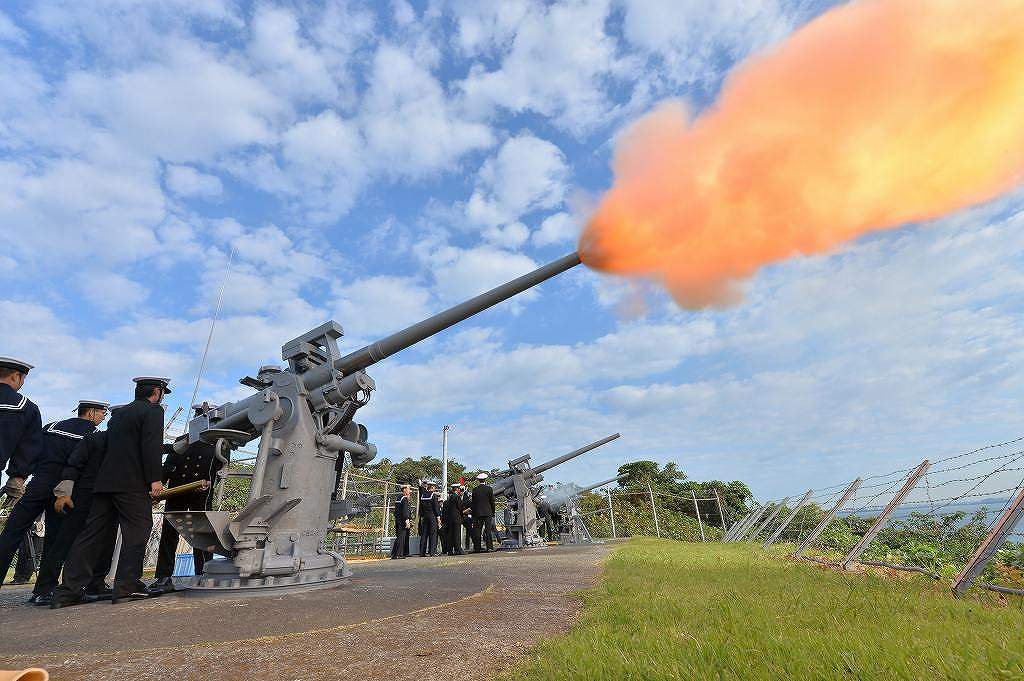
観音崎礼砲台における礼砲（横須賀陸警隊）

### 港務隊
港務隊は港務隊長を部隊長とし、各種支援船を指揮下に置く。港湾施設の運用、艦船のびょう地の指定、艦船に対する便宜供与、支援船（水中処分隊に配属されるものを除く）の管理および運用、港湾および水路の安全確保を行う。

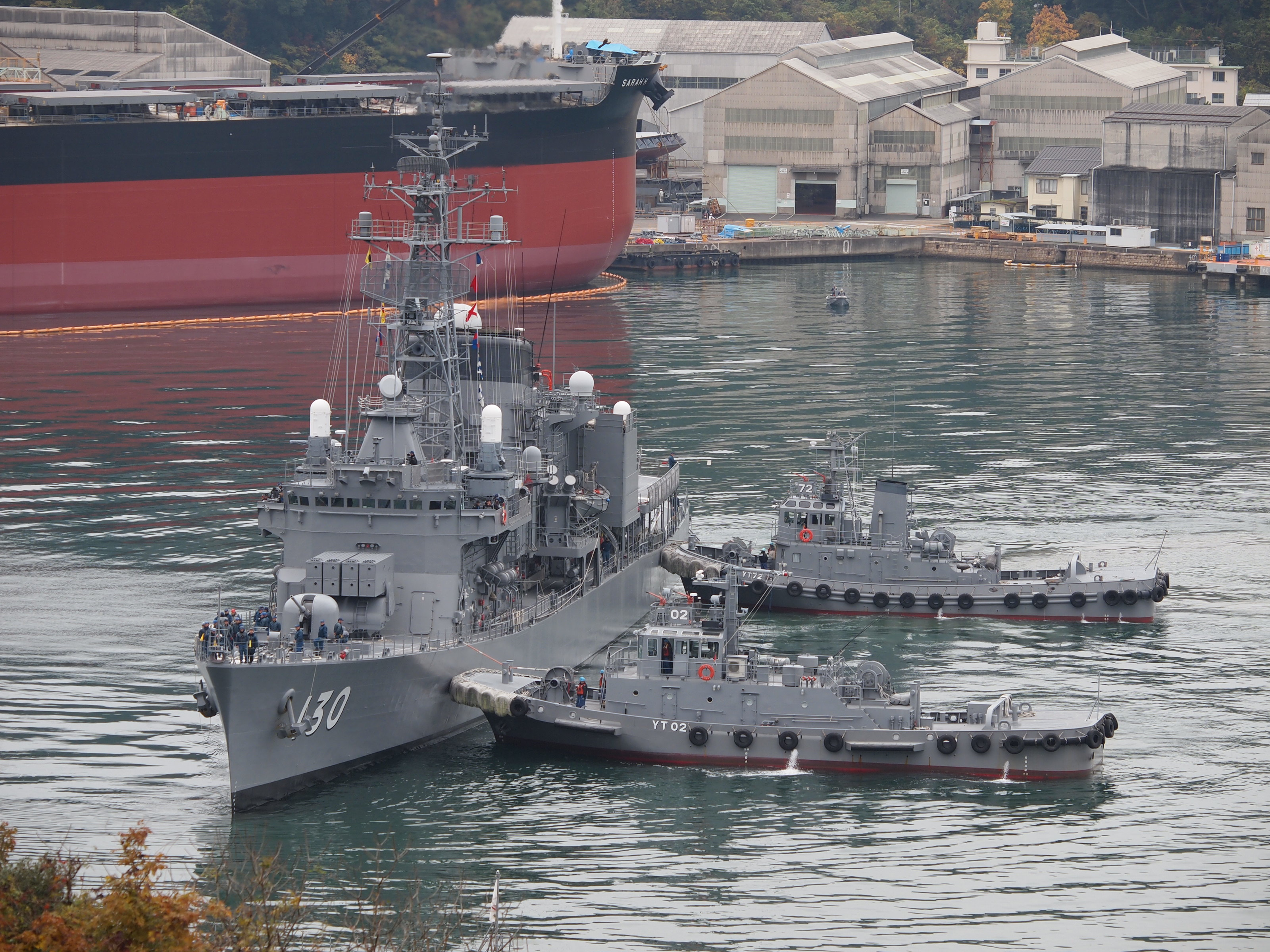
護衛艦の入港を支援する舞鶴港務隊YT72（奥）およびYT02（手前）

### 水中処分隊
水中処分隊は水中処分隊長を部隊長とし、水中処分母船1号型1隻を指揮下に置く。
機雷そのほかの海上における危険物の探知および処分、水中器材の調査、水中処分隊に配属される支援船の管理および運用を行う。

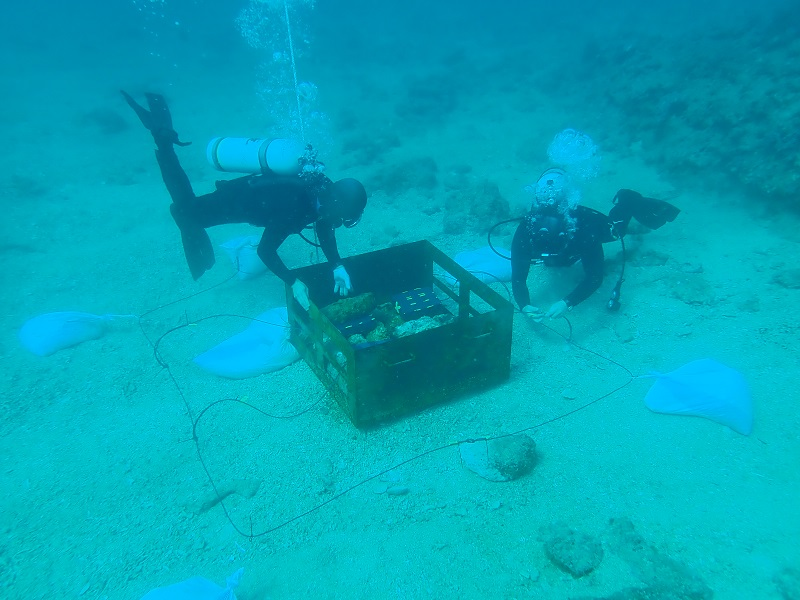
沖縄水中処分隊による爆発物処理

### 多用途支援艦
ひうち型多用途支援艦。艦長を部隊長とし、警備隊直轄指揮下に置かれる（「げんかい」は母港の関係上、呉地方隊佐伯基地分遣隊隷下だが、実質的には警備隊直轄である。また、「すおう」は横須賀警備隊隷下であるが、母港は大湊である。）。
警備隊の各種任務を行うほか、必要に応じて護衛艦隊などの指揮下に入り、任務を行う。

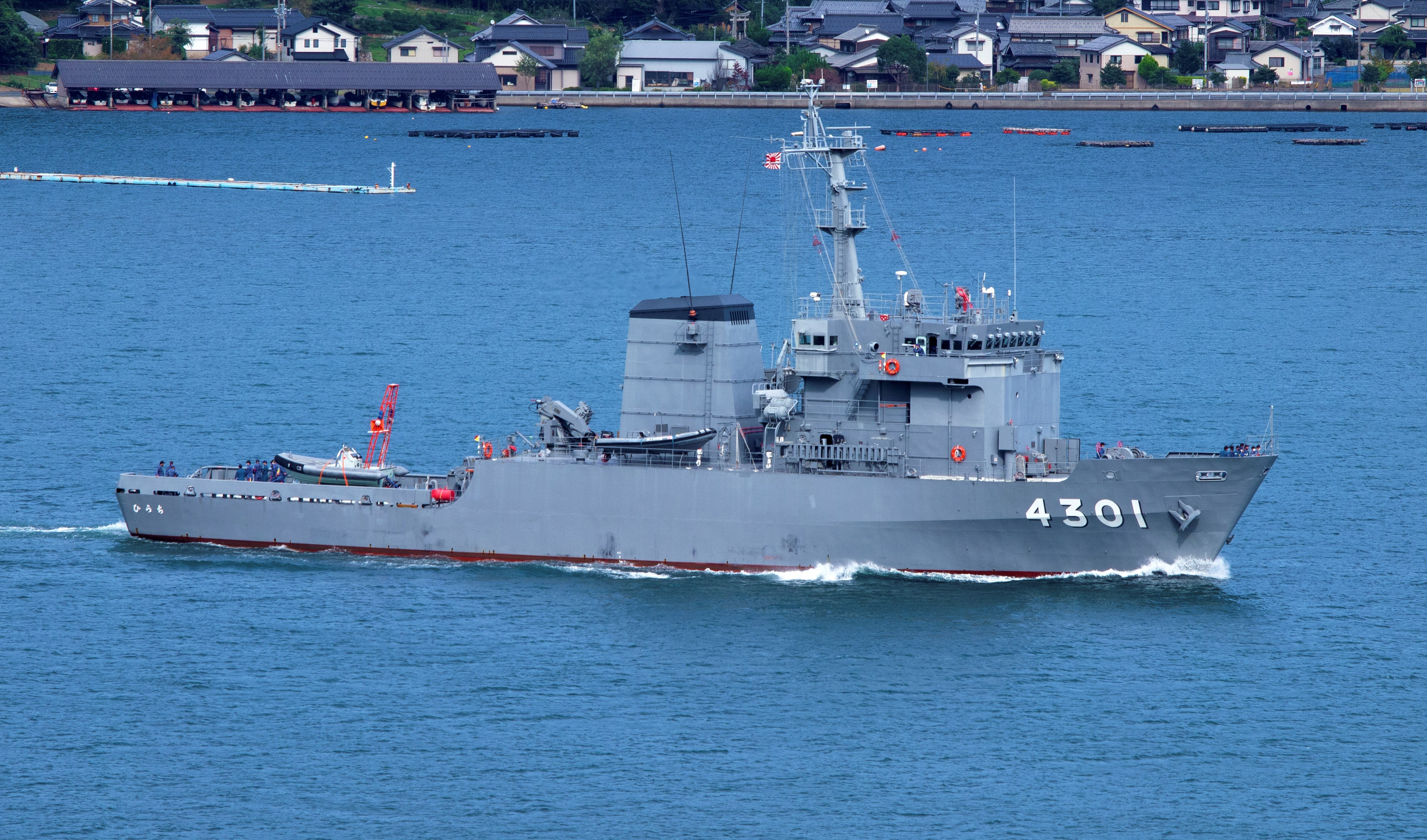
多用途支援艦「ひうち」

### ミサイル艇隊
ミサイル艇隊はミサイル艇隊司令を部隊長とする。佐世保警備隊、舞鶴警備隊に置かれ、それぞれはやぶさ型ミサイル艇2隻を指揮下に置く。警備隊の各種任務を行うほか、必要に応じて護衛艦隊などの指揮下に入り、任務を行う。
なお、例外として、大湊警備区に配備されている第1ミサイル艇隊については、函館基地隊隷下に置かれている。

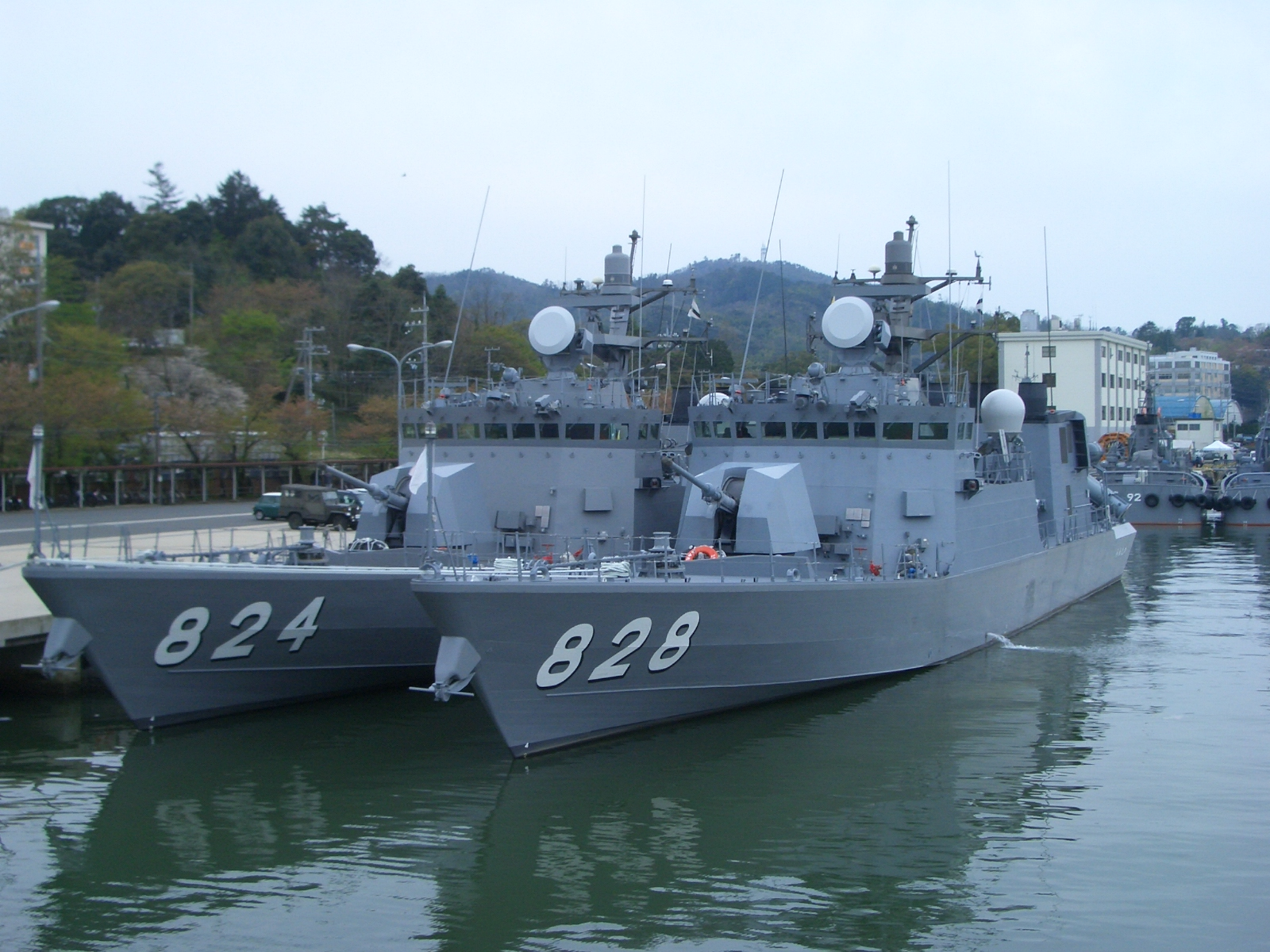
第2ミサイル艇隊

### 特務艇
「はしだて」。艇長を部隊長とし、警備隊直轄指揮下に置かれる。横須賀警備隊にのみ置かれる。警備隊の各種任務を行うほか、必要に応じて護衛艦隊などの指揮下に入り、任務を行う。

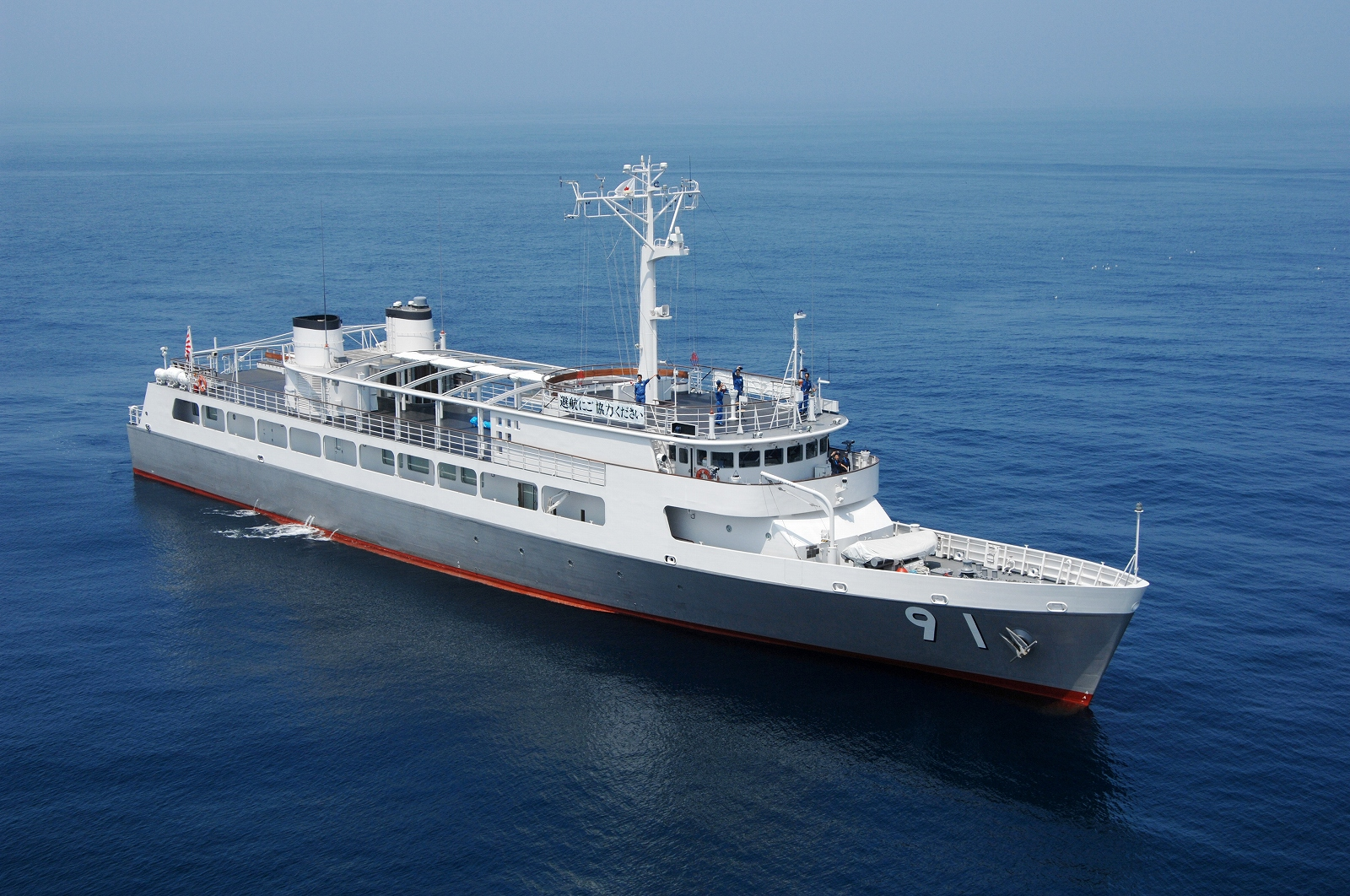
はしだて

### 輸送艇
輸送艇1号型。艇長を部隊長とし、警備隊直轄指揮下に置かれる。横須賀警備隊にのみ置かれる（佐世保警備隊に置かれていた輸送艇1号は除籍）。警備隊の各種任務を行うほか、必要に応じて護衛艦隊などの指揮下に入り、任務を行う。

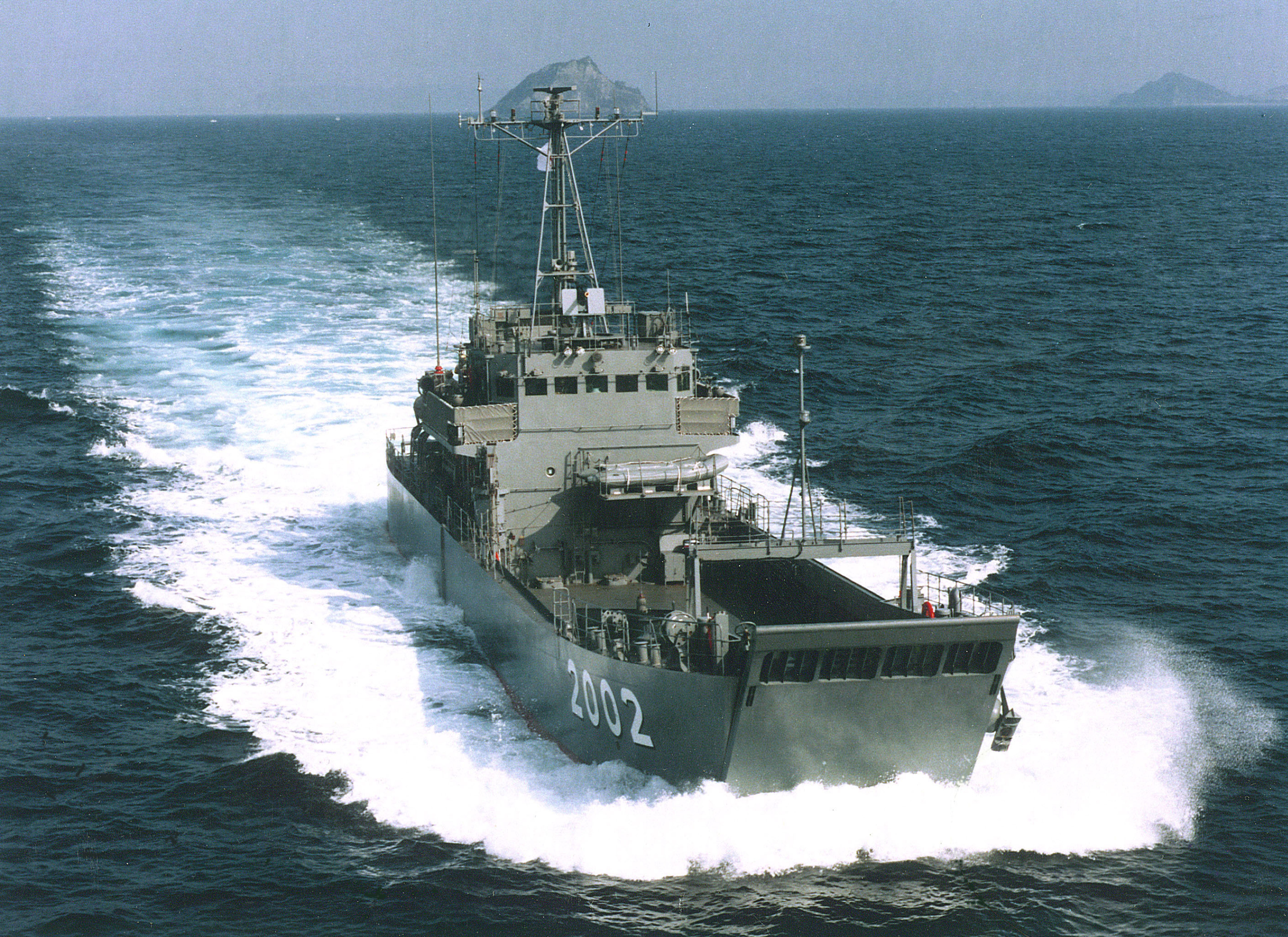
輸送艇2号

## 部隊
5つの警備隊は、それぞれ地方総監部および地区総監部所在地に置かれている。
- 横須賀警備隊
  - 本部
  - 横須賀陸警隊
    - 観音崎礼砲台[2]

  - 横須賀港務隊
  - 横須賀水中処分隊
    - 水中処分母船3号 (YDT-03)

  - 多用途支援艦「すおう」(AMS-4302)（大湊基地）
  - 多用途支援艦「えんしゅう」(AMS-4305)、
  - 特務艇「はしだて」(ASY-91)
  - 輸送艇「輸送艇2号」(LC-2002)
- 呉警備隊
  - 本部
  - 呉陸警隊
  - 呉港務隊
    - 油槽船1号 (YOT-01) [3][4]
    - 油槽船2号 (YOT-02)

  - 呉水中処分隊
    - 水中処分母船4号 (YDT-04)

  - 佐伯基地分遣隊（大分県佐伯市）
    - 多用途支援艦「げんかい」(AMS-4304)
- 佐世保警備隊
  - 本部
  - 佐世保陸警隊
  - 佐世保港務隊
  - 佐世保水中処分隊
    - 水中処分母船5号 (YDT-05)

  - 奄美基地分遣隊
  - 多用途支援艦「あまくさ」(AMS-4303)
  - 第3ミサイル艇隊
    - ミサイル艇「おおたか」(PG-826)
    - ミサイル艇「しらたか」(PG-829)
- 舞鶴警備隊
  - 本部
  - 舞鶴陸警隊
  - 舞鶴港務隊
  - 舞鶴水中処分隊
    - 水中処分母船1号 (YDT-01)

  - 新潟基地分遣隊（新潟県新潟市）
  - 多用途支援艦「ひうち」(AMS-4301)
  - 第2ミサイル艇隊
    - ミサイル艇「はやぶさ」(PG-824)
    - ミサイル艇「うみたか」(PG-828)
- 大湊警備隊
  - 本部
  - 大湊陸警隊
  - 大湊港務隊